# 항공자유권
항공자유권(航空自由權, 영어: freedoms of the air)은 항공기의 수송에 대한 자유권을 말하며 항공자유권을 확대하는 것을 항공자유화라고한다.

## 1단계 자유
영공통과의 자유

## 2단계 자유
기술착륙(Technical stop) 허용. 항속거리가 짧았을 때 섀넌 공항과 테드 스티븐스 앵커리지 국제공항이 자유진영간에 각각 북미-유럽 노선과 동아시아-북미/유럽 노선의 중간기착지였다.

## 3-4단계 자유
3단계 자유는 싣고있는 승객이나 화물을 상대국에 내릴 수 있는 자유고 4단계 자유는 승객이나 화물을 싣을 수 있는 자유다.

## 이원권
Beyond rights
상대국에서 제3국으로 가는 승객이나 화물을 자국을 거쳐서 운송할 수 있는 자유다.

## 5단계 자유
5단계 자유는 항공사가 제2국과 제3국을 연결하는 경우, 모든 경유지에서 좌석을 판매할 수 있는 자유를 말한다. 5단계 자유는 지역 정부나, 저가항공사에게 불리할 수 있기에 많이 통용되지 않는다.

## 6단계 자유
- 항공사가 자국을 경유하여 다른 두 국가 간의 승객이나 화물을 운송할 수 있는 권리를 말한다.
- 예를 들어, 한국 항공사가 미국에서 출발해, 항공사의 자국인 한국을 거쳐 일본으로 가는 승객이나 화물을 운송할 수 있는 권리를 뜻한다.

## 7단계 자유
항공사의 본국과의 연결 없이 두 외국 간에만 승객 또는 화물을 운송할 수 있는 권리입니다. 예를들어, 한국인이지만 일본과 미국사이만 왔다갔다 하며 비행기를타거나 화물을 운송하는것과 같은것.

## 9단계 자유
외국항공사가 마음껏 자국내 국내선까지 개설할 수 있는 자유이다.

## 같이 보기
- 영공통과료(overflight fees)
- 거주이전의 자유
- 양국간주의
- 법률시장개방
- 항공자유화조약